# Bībī Ḩakīmeh
Bībī Ḩakīmeh (persiska: بيبی حَكيمِه, بی بی حكيمه) är en ort i Iran.   Den ligger i provinsen Kohgiluyeh och Buyer Ahmad, i den centrala delen av landet, 600 km söder om huvudstaden Teheran. Bībī Ḩakīmeh ligger 333 meter över havet och antalet invånare är 134.
Terrängen runt Bībī Ḩakīmeh är kuperad. Runt Bībī Ḩakīmeh är det ganska glesbefolkat, med 31 invånare per kvadratkilometer. Närmaste större samhälle är Boneh-ye Pīr, 11,9 km nordost om Bībī Ḩakīmeh. Omgivningarna runt Bībī Ḩakīmeh är i huvudsak ett öppet busklandskap.